# Jul i verdensrummet
Jul i verdensrummet er DR2's voksen-julekalender i 2006. Serien udspiller sig på den fiktive rumstation Christian d. 4 (CHR-04) drevet af DASA (Danish Astro Science Administration). Serien starter da elektrikeren Mark Henriksen vinder en uges ophold på rumstationen. Mark ankommer med forsyningsskibet og møder stationens 4 besætningsmedlemmer:
- Øverstkommanderende og 1. astronaut Allan Falk Nielsen
- Næstkommanderende og tillidsmand Klaus Ricardo
- Georg "Gajol" Andersen er langtidsledig og i et kommunalt aktiveringsprogram
- Monica Hertz der er Rumstationens svenske biolog, som forsker i planters vækst i rummet.

Efter tidsplanen skulle han være der oppe i omkring en uge, hvilket er vigtigt for Mark, for hans kæreste, Lisbeth, skal nemlig føde den 24. december. Mark havde vundet rejsen hos morgenmadsproducenten Kell Flakes, men pludselig i starten af december går de konkurs, så Mark kan først tage hjem i midten af marts!
Mark er trist og keder sig en del, for det eneste der sker oppe på Christian d. 4 (CHR-04) er at Gajol og Klaus Ricardo spiller Tekken 5 på PlayStationen og Monica passer sine planter.
En del uheldige episoder sker; en dag dukker der en rengøringsmand op som havde gjort rent på Christian d. 4 (CHR-04) da den skulle opsendes og en anden dag får de besøg af en flok russiske astronauter!.
En dag får Allan Falk Nielsen en meddelelse om at en meteor ville ramme dem og smadre Christian d. 4 (CHR-04)!. Allan Falk Nielsen bliver syg og ligger i sengen og siger mærkelige lyde, hvilket gør at Klaus Ricardo får styringen.
Meteoren rammer dem, men der sker ikke andet end at klimaanlægget går amok og at Allan Falk Nielsen vågner. Allan Falk Nielsen er ikke helt rask, men beslutter sig for at sende rumstationen ned mod jorden, selvom den højst sandsynlig vil brænde op i atmosfæren.
De overlever dog og ender til sidst ude på sygehuset sammen med Marks kæreste Lisbeth, som skal til at føde.

## Medvirkende
- Allan Falk Nielsen spilles af Jonas Schmidt.
- Klaus Ricardo (2. astronaut) spilles af Rasmus Bjerg.
- Georg "Gajol" Andersen spilles af Mick Øgendahl.
- Monica Hertz spilles af Yasmine Garbi (krediteret som Yasemine Garbi).
- Mark Henriksen spilles af Jacob Riising.
- Sanne Henriksen spilles af Lene Storgaard.
- Instruktion/manus: Ramus Horskjær.
- Medforfatter Anton Carey Bidstrup
- Producer: Paul Frederik Harsløf.
- Klip og lyddesign: David Rue.
- Lyddesign og mix: Kim G. Hansen.

## Ekstern kilde/henvisning
- Programmets hjemmeside på dr.dk
- Jul i verdensrummet på Internet Movie Database (engelsk)
- Jul i verdensrummet på Filmdatabasen
- Jul i verdensrummet på danskefilm.dk
- Jul i verdensrummet hos The Movie Database (engelsk)
- Jul i verdensrummet hos TheTVDB (engelsk)